# مناطق انتشار جائحة فيروس كورونا حسب الدولة والمنطقة

خريطة لانتشار فيروس كورونا الجديد:
10,000,000+ حالة مؤكدة
1,000,000–9,999,999 حالة مؤكدة
100,000–999,999 حالة مؤكدة
10,000–99,999 حالة مؤكدة
1,000–9,999 حالة مؤكدة
100–999 حالة مؤكدة
1–99 حالة مؤكدة
لا حالات مؤكدة أو لا بيانات متوفرة

توثق هذه المقالة الدول المتأثرة بفيروس كوفيد-19 المسؤول عن جائحة فيروس كورونا 2019–20 التي بدأت في مدينة ووهان بجمهورية الصين، وقد لا تتضمن جميع الاستجابات والتدابير والإجراءات الرئيسية حتى الآن. علاوة على ذلك، قد تصبح بعض التطورات معروفة أو مفهومة تمامًا مثل الاستجابة التي حدثت في مصر بمنع الطيران من جمهورية الصين.

## جدول الإصابة بفيروس كورونا حسب البلد
|                                                | الموقع                                | الحالات     | الوفيات   |
| ---------------------------------------------- | ------------------------------------- | ----------- | --------- |
|                                                | العالم                                | 762,790,388 | 6,897,012 |
| الاتحاد الأوروبي                               | الاتحاد الأوروبي                      | 183,460,522 | 1,223,760 |
| الولايات المتحدة                               | الولايات المتحدة                      | 102,873,924 | 1,118,800 |
| قالب:بيانات بلد الصين القارية                  | الصين القارية                         | 99,239,252  | 120,905   |
| الهند                                          | الهند                                 | 44,768,172  | 531,000   |
| فرنسا                                          | فرنسا                                 | 38,791,479  | 162,176   |
| ألمانيا                                        | ألمانيا                               | 38,368,891  | 171,411   |
| البرازيل                                       | البرازيل                              | 37,319,254  | 700,556   |
| اليابان                                        | اليابان                               | 33,523,927  | 74,096    |
| كوريا الجنوبية                                 | كوريا الجنوبية                        | 30,918,060  | 34,332    |
| إيطاليا                                        | إيطاليا                               | 25,715,384  | 189,262   |
| المملكة المتحدة                                | المملكة المتحدة                       | 24,330,379  | 212,083   |
| روسيا                                          | روسيا                                 | 22,727,542  | 397,642   |
| تركيا                                          | تركيا                                 | 17,004,677  | 101,419   |
| إسبانيا                                        | إسبانيا                               | 13,798,747  | 120,426   |
| فيتنام                                         | فيتنام                                | 11,527,745  | 43,186    |
| أستراليا                                       | أستراليا                              | 11,153,745  | 19,906    |
| الأرجنتين                                      | الأرجنتين                             | 10,044,957  | 130,472   |
| تايوان                                         | تايوان                                | 9,970,937   | 17,672    |
| هولندا                                         | هولندا                                | 8,610,372   | 22,992    |
| إيران                                          | إيران                                 | 7,597,982   | 145,571   |
| المكسيك                                        | المكسيك                               | 7,553,646   | 333,596   |
| إندونيسيا                                      | إندونيسيا                             | 6,752,606   | 161,071   |
| بولندا                                         | بولندا                                | 6,504,340   | 119,423   |
| كولومبيا                                       | كولومبيا                              | 6,363,058   | 142,690   |
| النمسا                                         | النمسا                                | 6,046,956   | 22,183    |
| اليونان                                        | اليونان                               | 5,972,760   | 36,629    |
| البرتغال                                       | البرتغال                              | 5,577,825   | 26,480    |
| أوكرانيا                                       | أوكرانيا                              | 5,484,936   | 111,789   |
| تشيلي                                          | تشيلي                                 | 5,272,767   | 64,497    |
| ماليزيا                                        | ماليزيا                               | 5,052,337   | 36,982    |
| إسرائيل                                        | إسرائيل                               | 4,817,255   | 12,416    |
| بلجيكا                                         | بلجيكا                                | 4,782,863   | 34,115    |
| تايلاند                                        | تايلاند                               | 4,728,967   | 33,940    |
| جمهورية التشيك                                 | التشيك                                | 4,636,282   | 42,702    |
| كندا                                           | كندا                                  | 4,634,277   | 52,121    |
| بيرو                                           | بيرو                                  | 4,492,891   | 219,866   |
| سويسرا                                         | سويسرا                                | 4,399,085   | 13,981    |
| الفلبين                                        | الفلبين                               | 4,083,678   | 66,420    |
| جنوب إفريقيا                                   | جنوب أفريقيا                          | 4,072,533   | 102,595   |
| الدنمارك                                       | الدنمارك                              | 3,409,630   | 8,420     |
| رومانيا                                        | رومانيا                               | 3,380,891   | 67,961    |
| قالب:بيانات بلد هونغ كونغ 2020                 | هونغ كونغ 2020                        | 2,876,106   | 13,466    |
| السويد                                         | السويد                                | 2,702,703   | 23,897    |
| صربيا                                          | صربيا                                 | 2,524,670   | 17,996    |
| العراق                                         | العراق                                | 2,465,545   | 25,375    |
| سنغافورة                                       | سنغافورة                              | 2,298,689   | 1,722     |
| قالب:بيانات بلد نيوزلندا                       | نيوزلندا                              | 2,217,047   | 2,687     |
| المجر                                          | المجر                                 | 2,199,764   | 48,719    |
| بنغلاديش                                       | بنغلاديش                              | 2,038,091   | 29,446    |
| سلوفاكيا                                       | سلوفاكيا                              | 1,865,828   | 21,123    |
| جورجيا                                         | جورجيا                                | 1,836,791   | 17,032    |
| الأردن                                         | الأردن                                | 1,746,997   | 14,122    |
| جمهورية أيرلندا                                | جمهورية أيرلندا                       | 1,708,435   | 8,782     |
| باكستان                                        | باكستان                               | 1,580,021   | 30,652    |
| كازاخستان                                      | كازاخستان                             | 1,501,450   | 19,072    |
| النرويج                                        | النرويج                               | 1,481,760   | 5,311     |
| فنلندا                                         | فنلندا                                | 1,468,123   | 9,097     |
| سلوفينيا                                       | سلوفينيا                              | 1,342,156   | 9,230     |
| ليتوانيا                                       | ليتوانيا                              | 1,316,086   | 9,647     |
| بلغاريا                                        | بلغاريا                               | 1,301,475   | 38,282    |
| المغرب                                         | المغرب                                | 1,272,733   | 16,296    |
| كرواتيا                                        | كرواتيا                               | 1,271,276   | 18,091    |
| غواتيمالا                                      | غواتيمالا                             | 1,244,812   | 20,187    |
| لبنان                                          | لبنان                                 | 1,235,177   | 10,874    |
| كوستاريكا                                      | كوستاريكا                             | 1,226,315   | 9,326     |
| بوليفيا                                        | بوليفيا                               | 1,195,880   | 22,374    |
| تونس                                           | تونس                                  | 1,152,033   | 29,363    |
| كوبا                                           | كوبا                                  | 1,112,853   | 8,530     |
| بورتوريكو                                      | Puerto Rico                           | 1,110,017   | 5,867     |
| الإكوادور                                      | الإكوادور                             | 1,059,529   | 36,017    |
| الإمارات العربية المتحدة                       | الإمارات العربية المتحدة              | 1,058,979   | 2,349     |
| الأوروغواي                                     | أوروغواي                              | 1,036,159   | 7,621     |
| بنما                                           | بنما                                  | 1,033,781   | 8,612     |
| منغوليا                                        | منغوليا                               | 1,007,943   | 2,136     |
| نيبال                                          | نيبال                                 | 1,001,951   | 12,021    |
| بيلاروس                                        | بيلاروس                               | 994,037     | 7,118     |
| لاتفيا                                         | لاتفيا                                | 977,172     | 6,319     |
| السعودية                                       | السعودية                              | 836,442     | 9,635     |
| أذربيجان                                       | أذربيجان                              | 830,367     | 10,197    |
| باراغواي                                       | الباراغواي                            | 735,759     | 19,880    |
| دولة فلسطين                                    | فلسطين                                | 703,228     | 5,708     |
| البحرين                                        | البحرين                               | 696,614     | 1,536     |
| سريلانكا                                       | سريلانكا                              | 672,092     | 16,835    |
| الكويت                                         | الكويت                                | 665,527     | 2,570     |
| جمهورية الدومينيكان                            | جمهورية الدومينيكان                   | 660,937     | 4,384     |
| قبرص                                           | قبرص                                  | 655,664     | 1,349     |
| ميانمار                                        | ميانمار                               | 634,105     | 19,490    |
| مولدوفا                                        | مولدوفا                               | 618,741     | 12,086    |
| إستونيا                                        | إستونيا                               | 617,247     | 2,979     |
| فنزويلا                                        | فنزويلا                               | 552,398     | 5,854     |
| مصر                                            | مصر                                   | 515,913     | 24,823    |
| ليبيا                                          | ليبيا                                 | 507,229     | 6,437     |
| قطر                                            | قطر                                   | 502,436     | 688       |
| إثيوبيا                                        | إثيوبيا                               | 500,731     | 7,573     |
| لا ريونيون                                     | لا ريونيون                            | 494,595     | 921       |
| هندوراس                                        | هندوراس                               | 472,467     | 11,111    |
| أرمينيا                                        | أرمينيا                               | 448,707     | 8,743     |
| البوسنة والهرسك                                | البوسنة والهرسك                       | 402,636     | 16,328    |
| سلطنة عمان                                     | عمان                                  | 399,449     | 4,628     |
| مقدونيا الشمالية                               | شمال مقدونيا                          | 347,672     | 9,667     |
| زامبيا                                         | زامبيا                                | 343,415     | 4,057     |
| كينيا                                          | كينيا                                 | 342,992     | 5,688     |
| ألبانيا                                        | ألبانيا                               | 333,897     | 3,604     |
| بوتسوانا                                       | بوتسوانا                              | 329,837     | 2,795     |
| لوكسمبورغ                                      | لوكسمبورغ                             | 319,959     | 1,232     |
| موريشيوس                                       | موريشيوس                              | 298,099     | 1,044     |
| الجبل الأسود                                   | الجبل الأسود                          | 289,292     | 2,808     |
| بروناي                                         | بروناي                                | 284,632     | 153       |
| كوسوفو                                         | كوسوفو                                | 273,764     | 3,205     |
| الجزائر                                        | الجزائر                               | 271,613     | 6,881     |
| نيجيريا                                        | نيجيريا                               | 266,675     | 3,155     |
| زيمبابوي                                       | زيمبابوي                              | 264,584     | 5,684     |
| أوزبكستان                                      | أوزبكستان                             | 252,265     | 1,637     |
| موزمبيق                                        | موزمبيق                               | 233,334     | 2,242     |
| مارتينيك                                       | مارتينيك                              | 229,479     | 1,095     |
| لاوس                                           | لاوس                                  | 218,037     | 671       |
| أفغانستان                                      | أفغانستان                             | 211,630     | 7,884     |
| آيسلندا                                        | آيسلندا                               | 209,191     | 260       |
| قرغيزستان                                      | قيرغيزستان                            | 206,849     | 2,991     |
| غوادلوب                                        | غوادلوب                               | 202,163     | 1,012     |
| السلفادور                                      | السلفادور                             | 201,785     | 4,230     |
| ترينيداد وتوباغو                               | ترينيداد وتوباغو                      | 191,007     | 4,372     |
| المالديف                                       | المالديف                              | 185,894     | 311       |
| غانا                                           | غانا                                  | 171,527     | 1,462     |
| ناميبيا                                        | ناميبيا                               | 171,222     | 4,090     |
| أوغندا                                         | أوغندا                                | 170,515     | 3,632     |
| جامايكا                                        | جامايكا                               | 154,602     | 3,529     |
| كمبوديا                                        | كمبوديا                               | 138,726     | 3,056     |
| رواندا                                         | رواندا                                | 133,194     | 1,468     |
| الكاميرون                                      | الكاميرون                             | 124,834     | 1,970     |
| مالطا                                          | مالطا                                 | 118,214     | 833       |
| باربادوس                                       | باربادوس                              | 107,332     | 582       |
| أنغولا                                         | أنغولا                                | 105,353     | 1,934     |
| غويانا الفرنسية                                | غويانا الفرنسية                       | 98,041      | 413       |
| جمهورية الكونغو الديمقراطية                    | جمهورية الكونغو الديمقراطية           | 95,944      | 1,464     |
| السنغال                                        | السنغال                               | 88,978      | 1,971     |
| مالاوي                                         | مالاوي                                | 88,620      | 2,686     |
| ساحل العاج                                     | ساحل العاج                            | 88,308      | 834       |
| سورينام                                        | سورينام                               | 82,495      | 1,404     |
| كاليدونيا الجديدة                              | كاليدونيا الجديدة                     | 80,052      | 314       |
| تاهيتي                                         | بولينزيا الفرنسية                     | 78,219      | 649       |
| إسواتيني                                       | إسواتيني                              | 74,520      | 1,425     |
| غيانا                                          | غويانا                                | 73,119      | 1,298     |
| بليز                                           | بليز                                  | 70,782      | 688       |
| فيجي                                           | فيجي                                  | 68,914      | 883       |
| مدغشقر                                         | مدغشقر                                | 68,105      | 1,424     |
| جيرزي                                          | جيرزي                                 | 66,391      | 161       |
| السودان                                        | السودان                               | 63,922      | 5,034     |
| موريتانيا                                      | موريتانيا                             | 63,562      | 997       |
| الرأس الأخضر                                   | الرأس الأخضر                          | 63,281      | 413       |
| بوتان                                          | بوتان                                 | 62,650      | 21        |
| سوريا                                          | سوريا                                 | 57,423      | 3,163     |
| بوروندي                                        | بوروندي                               | 53,719      | 15        |
| غوام                                           | غوام                                  | 51,017      | 415       |
| سيشل                                           | سيشل                                  | 50,937      | 172       |
| الغابون                                        | الغابون                               | 48,981      | 306       |
| أندورا                                         | أندورا                                | 47,939      | 159       |
| بابوا غينيا الجديدة                            | بابوا غينيا الجديدة                   | 46,837      | 670       |
| قالب:بيانات بلد كوراساو 2020                   | كوراساو 2020                          | 45,798      | 301       |
| أروبا                                          | أروبا                                 | 44,114      | 287       |
| تنزانيا                                        | تنزانيا                               | 42,973      | 846       |
| مايوت                                          | مايوت                                 | 42,008      | 187       |
| توغو                                           | توغو                                  | 39,469      | 290       |
| غينيا                                          | غينيا                                 | 38,280      | 467       |
| جزيرة مان                                      | جزيرة مان                             | 38,008      | 116       |
| قالب:بيانات بلد جزر البهاماس                   | جزر البهاماس                          | 37,491      | 833       |
| غيرنزي                                         | غيرنزي                                | 35,235      | 67        |
| جزر فارو                                       | جزر فارو                              | 34,658      | 28        |
| ليسوتو                                         | ليسوتو                                | 34,490      | 706       |
| هايتي                                          | هايتي                                 | 34,202      | 860       |
| مالي                                           | مالي                                  | 33,133      | 743       |
| جزر كايمان                                     | جزر كايمان                            | 31,472      | 37        |
| سانت لوسيا                                     | سانت لوسيا                            | 30,028      | 409       |
| بنين                                           | بنين                                  | 28,014      | 163       |
| الصومال                                        | الصومال                               | 27,334      | 1,361     |
| ولايات ميكرونيسيا المتحدة                      | ولايات ميكرونيسيا المتحدة             | 25,703      | 63        |
| جمهورية الكونغو                                | جمهورية الكونغو                       | 25,185      | 389       |
| جزر العذراء الأمريكية                          | United States Virgin Islands          | 24,886      | 130       |
| جزر سليمان                                     | جزر سليمان                            | 24,575      | 153       |
| سان مارينو                                     | سان مارينو                            | 23,873      | 123       |
| تيمور الشرقية                                  | تيمور الشرقية                         | 23,423      | 138       |
| بوركينا فاسو                                   | بوركينا فاسو                          | 22,056      | 396       |
| ليختنشتاين                                     | ليختنشتاين                            | 21,460      | 87        |
| جبل طارق                                       | جبل طارق                              | 20,550      | 113       |
| غرينادا                                        | غرينادا                               | 19,683      | 238       |
| برمودا                                         | برمودا                                | 18,860      | 165       |
| جنوب السودان                                   | جنوب السودان                          | 18,368      | 138       |
| طاجيكستان                                      | طاجيكستان                             | 17,786      | 125       |
| غينيا الاستوائية                               | غينيا الاستوائية                      | 17,130      | 183       |
| تونغا                                          | تونغا                                 | 16,814      | 12        |
| ساموا                                          | ساموا                                 | 16,675      | 31        |
| موناكو                                         | موناكو                                | 16,178      | 67        |
| جزر مارشال                                     | جزر مارشال                            | 16,013      | 17        |
| دومينيكا                                       | دومينيكا                              | 15,760      | 74        |
| جيبوتي                                         | جيبوتي                                | 15,690      | 189       |
| نيكاراغوا                                      | نيكاراغوا                             | 15,682      | 245       |
| جمهورية إفريقيا الوسطى                         | جمهورية أفريقيا الوسطى                | 15,367      | 113       |
| جزر ماريانا الشمالية                           | جزر ماريانا الشمالية                  | 13,773      | 41        |
| غامبيا                                         | غامبيا                                | 12,622      | 372       |
| تجمع سان مارتين                                | Collectivity of Saint Martin          | 12,280      | 46        |
| فانواتو                                        | فانواتو                               | 12,014      | 14        |
| جرينلاند                                       | جرينلاند                              | 11,971      | 21        |
| اليمن                                          | اليمن                                 | 11,945      | 2,159     |
| قالب:بيانات بلد أمريكالجزر الكاريبية الهولندية | أمريكالجزر الكاريبية الهولندية        | 11,885      | 41        |
| قالب:بيانات بلد سينت مارتن 2020                | سينت مارتن 2020                       | 11,030      | 92        |
| إرتريا                                         | إريتريا                               | 10,189      | 103       |
| سانت فينسنت والغرينادين                        | سانت فينسنت والغرينادين               | 9,601       | 124       |
| النيجر                                         | النيجر                                | 9,513       | 315       |
| غينيا بيساو                                    | غينيا بيساو                           | 9,350       | 176       |
| أنتيغوا وباربودا                               | أنتيغوا وباربودا                      | 9,106       | 146       |
| جزر القمر                                      | جزر القمر                             | 9,093       | 160       |
| ساموا الأمريكية                                | ساموا الأمريكية                       | 8,326       | 34        |
| ليبيريا                                        | ليبيريا                               | 8,090       | 294       |
| سيراليون                                       | سيراليون                              | 7,762       | 125       |
| تشاد                                           | تشاد                                  | 7,696       | 194       |
| جزر العذراء البريطانية                         | الجزر العذراء البريطانية              | 7,305       | 64        |
| جزر كوك                                        | جزر كوك                               | 7,042       | 2         |
| سانت كيتس ونيفيس                               | سانت كيتس ونيفيس                      | 6,598       | 46        |
| جزر توركس وكايكوس                              | جزر توركس وكايكوس                     | 6,565       | 38        |
| ساو تومي وبرينسيب                              | ساو تومي وبرينسيب                     | 6,542       | 80        |
| بالاو                                          | بالاو                                 | 5,997       | 9         |
| سان بارتيلمي                                   | سان بارتيلمي                          | 5,478       | 5         |
| قالب:بيانات بلد أوقيانوسيا                     | أوقيانوسيا                            | 5,393       | 1         |
| كيريباتي                                       | كيريباتي                              | 5,014       | 18        |
| أنغويلا                                        | أنغويلا                               | 3,904       | 12        |
| ماكاو                                          | ماكاو                                 | 3,514       | 121       |
| قالب:بيانات بلد واليس وفوتونا 2020             | واليس وفوتونا 2020                    | 3,427       | 7         |
| قالب:بيانات بلد سان بيير وميكلون 2020          | سان بيير وميكلون 2020                 | 3,426       | 2         |
| قالب:بيانات بلد أوقيانوسيا                     | أوقيانوسيا                            | 2,779       | —         |
| إقليم سانت هيلانة وتوابعه                      | سانت هيلانة وأسينشين وتريستان دا كونا | 2,166       | —         |
| جزر فوكلاند                                    | جزر فوكلاند                           | 1,923       | —         |
| مونتسرات                                       | مونتسرات                              | 1,403       | 8         |
| قالب:بيانات بلد أوقيانوسيا                     | أوقيانوسيا                            | 747         | —         |
| الفاتيكان                                      | الفاتيكان                             | 26          | 0         |
| قالب:بيانات بلد أوقيانوسيا                     | أوقيانوسيا                            | 5           | 0         |
| قالب:بيانات بلد أوقيانوسيا                     | أوقيانوسيا                            | 4           | —         |
| كوريا الشمالية                                 | كوريا الشمالية                        | 1           | 6         |
| تركمانستان                                     | تركمانستان                            | 0           | 0         |
| 1. 2. 3.                                       |                                       |             |           |

## الدول والأقاليم ذات الإصابات المؤكدة

### الحالات المؤكدة

الوفيات المؤكدة من كوفيد-19 حسب الدولة والأقاليم (23 مارس 2020):
البلدان ذات الحالات المؤكدة وأبلغ عن وفاة واحدة على الأقل
دول ذات حالات مؤكدة، ولكن لم يبلغ عن وقوع وفيات

حتى تاريخ 22 يناير 2023  بلغت الإصابات المؤكدة نحو 668 مليون  حالة، وبلغت الوفيات 6٬739٬355  وفاة، في 167 دولة وإقليم، وخمس سفن سياحية.

### آسيا
في ديسمبر 2019 كُشف عن مجموعة من حالات الالتهاب الرئوي الغامضة في ووهان وانتشرت في نهاية المطاف إلى بقية الصين. بعد ذلك، بدأت العديد من الدول الآسيوية الأخرى في تأكيد الحالات، تعتبر كل من كوريا الجنوبية واليابان وإيران من الدول الأكثر تضررا. تشير النمذجة المتطورة للتفشي إلى أن عدد الحالات في الصين كان يمكن أن يكون أعلى عدة مرات بدون تدخلات مثل الكشف المبكر وعزل المصابين، وأنه كان بالإمكان أن تكون الإصابات 66 ٪ أقل لو نفذت الصين التدابير مبكرًا بأسبوع على الأقل.
حتى 21 مارس 2020، أُبلغ عن حالات في جميع البلدان الآسيوية باستثناء طاجيكستان وتركمانستان - في حين اشتبهت لاوس وميانمار وكوريا الشمالية واليمن في حالات.

#### كمبوديا
في 29 شهر يناير، أكدت كمبوديا أول حاله لها في مدينة سيهانوكفيل، وكان رجل صيني يبلغ من العمر 60 عام كان مسافراً الي المدينة الساحلية قادماً من مدينة ووهان مع أسرته. تم وضع ثلاثة من أفراد أسرته تحت الحجر الصحي، بينما وضع هو في غرفة منفصلة للعلاج في مستشفى برياه سيهانوك. وبحسب ما ورد كان الرجل في حاله مستقرة.

#### هونج كونج

خريطة لانتشار كورونا في هونغ كونغ
(اعتبارًا من 26 شهر يناير):
تقارير حالات مؤكدة
تقارير اشتباه في حالات

أضاف مركز هونغ كونغ لحماية الصحة (CHP) مصطلح «الالتهاب الرئوي المجهول الهوية» الي قائمة الأمراض التي يتم الإبلاغ عنها لتوسيع سلطته على الحجر الصحي. قيدت حكومة هونغ كونغ أيضًا زيارات المستشفيات وجعلت الزائرين يرتدون أقنعة الوجه. تم تشديد عمليات التفتيش الصحي (قياس الحرارة والاختبار) في المنفذ جويات ومحطات القطارات المتصلة بمدينة ووهان. في الأسبوع الأول من عام 2020، تم اختبار 30 مسافرًا من مدينة ووهان. وكانت النتيجة اصابه معظمهم بكورونات التنفسية الأخرى.
في 22 شهر يناير، أصيب رجل من جمهورية الصين، يبلغ من العمر 39 عام، سافر من شنجن، بأعراض الالتهاب الرئوي. وكان قد زار مدينة ووهان في الشهر السابق. وقد ثبتت إصابته بالمرض وتم نقله الي مستشفى الملكة ماري بجزيرة هونغ كونغ. واختبر رجل يبلغ من العمر 56 عام من ما أون شان، زار مدينة ووهان وأصيب بكورونا أيضا.
اختارت حكومة هونغ كونغ هوليداي ماديلهوس في ساي كونغ كمركز للحجر الصحي. في 23 شهر يناير، تم الحجر الصحي على ثلاثة أشخاص كانوا على اتصال بالحالتين السابقتين، بما في ذلك طبيبين وسائح أسترالي. ألغى مجلس هونغ كونغ للسياحة كأس العام القمرية الجديدة وكرنفال رأس العام القمرية الجديد لمدة أربعة أيام، مشيرا الي تخوفات من عدوي فيروس كورونا.
في 24 من شهر يناير أكدت السلطات وجود حالة خامسة مصابة بـ كورونا الجديد.
تم غلق أكبر مدن الملاهي في المدينة وديزني لاند، أوشن بارك هونغ كونغ، ومتحف الشمع في هونغ كونغ من 26 شهر يناير، حتى إشعار آخر.
في 28 شهر كانون الثاني (شهر يناير)، أعلن الرئيس التنفيذي لهونج كونج كاري لام أن خدمة السكك الحديدية عالية السرعة بين هونج كونج وجمهورية الصين سيتم تعليقها من 30 شهر يناير، كما سيتم تعليق جميع خدمات التنقل عبر الحدود في محاولة لوقف الانتشار من فيروس كورونا.
كلبالإضافة الي ذلك، سيتم قطع الطيران من جمهورية الصين الي النصف، وتخفيض خدمات التنقل عبر الحدود، وتطلب حكومة مدينة هونج كونج من جميع موظفيها (باستثناء أولئك الذين يقدمون خدمات طارئة) العمل من المنزل.
في مؤتمر صحفي في ذلك اليوم، قال كاري لام إن حواجز مان كام تو وشا كو كوك الحدودية ستكون مغلقة. وأعلنت إدارة الخدمات الترفيهية والثقافية (LCSD) أن جميع المرافق التي تشرف عليها الإدارة بما في ذلك جميع المتاحف العامة والمكتبات العامة والمراكز الرياضية سيتم إغلاقها حتى إشعار آخر.

#### اليابان

خريطة انتشار كورونا في دولة اليابان
(اعتبارًا من 26 شهر يناير):
تقارير إصابة مؤكدة
تقارير اشتباه في حالات

أصيب رجل صيني يبلغ من العمر 30 عام وكان قد سافر من قبل الي مدينة ووهان بالحمى في 3 شهر يناير ثم عاد الي اليابان في 6 شهر يناير.
وقد أثبت الاختبار أنه إيجابي خلال دخول المستشفي في الفترة ما بين 10 و 15 شهر يناير. لم يزر سوق هوانان للأطعمة البحرية من قبل، لكنه ربما كان على اتصال وثيق مع شخص مريض في مدينة ووهان. في 24 شهر يناير، تم التأكد من حاله ثانية عبر رجل صيني زار مدينة ووهان. في 25 شهر يناير، تم التأكد من الإصابة الثالثة للفيروس في سيدة من مدينة ووهان.
تتخذ اليابان احتياطات إضافية، بسبب الألعاب الأولمبية الصيفية 2020 التي ستُعقد في طوكيو. على الرغم من ذلك، في 28 شهر يناير، تم التأكد من الاصابات الخامسة والسادسة والسابعة من كورونا، بما في ذلك شخص لم يزر ووهان. وذكرت اليابان أن هذا الرجل كان سائق حافلة سياحية ركب فيها مجموعه سياح صينيين من ووهان في وقت فائت من شهر يناير.

#### ماكاو

انتشار كورونا في ماكاو
(اعتبارًا من 26 شهر يناير):
تقارير حالات مؤكدة
تقارير حالات مشتبه بها

بحلول 22 شهر يناير / شهر كانون الثاني، أكدت ماكاو حالتين، سيدة عمرها 52 عام ورجلًا يبلغ من العمر 66 عام، وكلاهما من مدينة ووهان. في نهار يوم 26 شهر يناير / شهر كانون الثاني، أكد مكتب صحة ماكاو ثلاث اصابات إضافية: سيدة عمرها 58 عام قادمة من هونغ كونغ في 23 شهر يناير بعد سفرها الي مدينة ووهان، وسيدة عمرها 21 عام وأخرى عمرها 39 عام وصلت الي ماكاو في 22 شهر يناير عبر جسر لوتس؛ وكلهم من سكان مدينة ووهان. منذ ذلك الحين أغلقت حكومة ماكاو جميع المدارس والجامعات مؤقتًا، وفرضت ضوابط على الحدود باختبار درجات الحرارة للمشتبه في إصابتهم. كما أعلنت الحكومة إغلاق العديد من المواقع للحد من انتشار كورونا المحتمل، بما في ذلك العديد من أماكن الترفيه وعروض العام القمرية الجديدة المخطط لها.
في 27 شهر كانون الثاني، تم الإعلان عن أصابة صبي يبلغ من العمر 15 عام، وهو ابن أحد المصابين المؤكدين سابقًا، وهي الإصابة السادسة للفيروس في ماكاو. وفي 28 شهر يناير، تم الإعلان عن الإصابة السابعة، وهي سيدة عمرها 67 عام تقطن في مدينة ووهان سافرت الي غوانزو قبل دخولها الي ماكاو عبر حاجز بوابة الجدار.

#### ماليزيا

انتشار المرض في دولة ماليزيا
(اعتبارًا من 26 شهر يناير):
إصابات مؤكدة
حالات مشتبه بها

تم الحجر الصحي على ثمانية مواطنين صينيين في فندق في جوهور باهرو في 24 شهر يناير بعد مقابلتهم شخص مريض في سنغافورة. على الرغم من التقارير الاوليه للفحوصات التي أفادت بأن الفحوصات سلبية للفيروس، تم التأكد من من اصابه ثلاثة منهم في 25 شهر يناير، وبعد ذلك تم الحجر الصحي في مستشفى سونغاي بولوه في سلاغور.
وقال المدير العام لوزارة الصحة الماليزية، نور هشام عبد الله، إن الماسحات الحرارية تستخدم لاختبار المسافرين عند نقاط الحدود، وأن سلطات الصحة الماليزية وضعت في حاله تأهب قصوى. تم تذكير الجمهور الماليزي من قبل السلطات المحلية باتخاذ احتياطات احترازية في أعقاب تهديد كورونا، حيث ينصح المسافرون الذين يسافرون الي جمهورية الصين بالابتعاد عن مزارع الحيوانات والاسواق في البلاد وعدم تناول اللحوم النيئة أو شبه المطهية. تم إيقاف جميع الطيران عقب الإعلان عن عدة اصابات سابقه مشتبه بها في النهار، بين عاصمة ولاية كوتا كينابالو مدينة ووهان الي اجل غير مسمى حتى يتم احتواء كورونا من قبل السلطات في جمهورية الصين.
في 24 شهر يناير / شهر كانون الثاني، تم احتجاز طفل يبلغ من العمر عامين يشتبه أنه مريض مع والديه. رفض الوالدان الحجر الصحي واعتقلتهما الشرطة في منفذ جوي سيناي الدولي في اليوم التالي قبل عودتهم الي جمهورية الصين.
في 26 شهر كانون الثاني / شهر يناير، تم اكتشاف حاله رابعة من كورونا، وهي غير مرتبطة بالاصابات السابقه. كما تم اكتشاف حاله مشتبه بها في ولاية لانغكاوي في ولاية كيدا، ضحيتها مواطنان صينيان وكلاهما محجوزان في الحجر الصحي في مستشفى السلطان مليحة. مع تزايد اصابات الاصابه في تايلاند المجاورة، شددت جميع من ولاية كيدا وبينانغ حدودهما عن طريق عمل عمليات تفتيش صارمة عند نقاط الدخول الدولية والمنافذ الحدودية.
في 29 شهر يناير / شهر كانون الثاني، تم التأكد من ثلاث اصابات إضافية، من ضمنهم طفل عمره أربع سنوات في الحجر الصحي في مستشفى سلطانه مليحة، ورجل عجوز عمرة 52 عام في مستشفى سلطانه أمينة وسيدة في مستشفى سونغاي بولوه.

#### نيبال

خريطة انتشار كورونا الجديد في نيبال
(اعتبارًا من 26 شهر يناير):
أصابات مؤكدة

أصبح الطالب النيبالي الذي عاد من ووهان أول إصابة في نيبال وجنوب آسيا في 24 شهر يناير، بعد إرسال عينة الي المركز الصحي الذي يعمل مع منظمة الصحة العالمية في هونغ كونغ. وقد خرج بعد تحسنه.
في 27 شهر كانون الثاني / شهر يناير، تأكد أن المواطن الأمريكي الذي وصل من مدينة ووهان هو الإصابة الثانية في البلاد.

#### سنغافورة

خريطة انتشار كورونا في سنغافورة
(اعتبارًا من 28 شهر يناير):
إصابات مؤكدة

تم التأكد من الإصابة الأولى في 23 شهر يناير، والتي تتعلق بمواطن صيني يبلغ من العمر 66 عام من مدينة ووهان، وقد سافر من غوانزو عبر رحلة تشاينا ساذرن ايرلاينز CZ351 مع تسعة مرافقين وبقي في منتجع وسبا شانغريلا راسا سنتوسا. تتبع الاتصال بـ مصابين محتملين بدأ في وقت لاحق. وبعد التتبع تم التأكد من حالتين أخريين في اليوم التالي، شمل ابنًا يبلغ من العمر 37 عام في الإصابة الأولى وسيدة صينية عمرها 53 عام وصلت في 21 شهر يناير على متن رحلة جوية وأظهرت نتائج اوليه إيجابية. تم اكتشاف 28 حاله أخرى مشتبه بها نتيجة الاختبار المعزز حيث ارتفع الي 44 حاله في اليوم التالي. من هؤلاء المشتبه بإصابتهم، تم اختيار 13 سلبية بدون أصابات والباقي إيجابي.
في 25 شهر يناير، تم التأكد من الإصابة الرابعة في سنغافورة في مستشفى Sengkang العام، وهو رجل في السادسة والثلاثين من العمر من مدينة ووهان وقد أقام في فندق Village Sentosa.
في 27 شهر يناير، أكدت وزارة الصحة حاله واحدة تبلغ 56 عام من مدينة ووهان الذي أقام في منزل في طريق سيلان؛ تم حرسها لاحقًا في المركز الوطني للأمراض المعدية (NCID).
في 28 شهر يناير، تم الإعلان عن حالتين أخريين. وصل رجل يبلغ من العمر 56 عام من مدينة ووهان في 19 شهر يناير، ثم أصيب بسعال في 26 شهر يناير. تم اختبار حالته الإيجابية في مستشفى Changi العام، وصل رجل يبلغ من العمر 35 عام الي سنغافورة في 23 شهر يناير، وتوجه الي مستشفى Raffles بعد ظهور الأعراض عليه في 24 شهر يناير. تم نقله الي NCID وتم اختباره بشجميع إيجابي في 27 شهر يناير.
في 29 شهر كانون الثاني / شهر يناير، أكدت وزارة الصحة ثلاث اصابات أخرى، إحداهما تتعلق بزوجين والآخر تم حجزهم في مركز للكشف الصحي في مارينا ساوث بيير بعد التعرف عليهما كحالة مشتبه بها. تم نقل المصابين الثلاثة.

##### اجراءات وقائية
أصدرت وزارة الصحة مشورة صحية في 2 شهر كانون الثاني / شهر يناير، ونفذت فحوصات حرارة للركاب الذين يصلون الي منفذ جوي شانغي قادمين من مدينة ووهان في اليوم التالي. في 20 شهر يناير، امتد اختبار درجة الحرارة في منفذ جوي شانغي ليشمل جميع المسافرين القادمين من جمهورية الصين. بالإضافة الي ذلك، سيتم عزل الأفراد المصابين بالتهاب رئوي الذين سافروا الي مدينة ووهان في غضون 14 يوما قبل ظهور الأعراض في المستشفى. في 22 شهر كانون الثاني / شهر يناير، امتدت احتياطات الحجر الصحي للمسافرين الذين وصلوا من جمهورية الصين وعرضوا عليهم الأعراض المرضية.
بعد اكتشاف ثلاث اصابات أخرى مشتبه بها في 22 شهر يناير، تم عقد فرقة عمل من جميع الوزارات لبحث حلول مكافحة كورونا.
ونصحت وزارة الصحة بعدم القيام برحلات غير ضرورية الي مدينة ووهان ووسعت نصائح السفر في اليوم التالي الي جميع أنحاء هوبى. مع أول حاله مؤكدة في 23 شهر كانون الثاني / شهر يناير، تم تعزيز احتياطات مراقبة الحدود وتوسيع نطاقها لتشمل نقاط التفتيش البرية والبحرية في 24 شهر كانون الثاني / شهر يناير، حيث بدأت هيئة الهجرة ونقاط التفتيش وهيئة النقل البحري والموانئ في سنغافورة باختبار درجات الحرارة من ظهر ذلك اليوم. بالإضافة الي ذلك، طلبت المدارس من الآباء إعلان خطط سفرهم للمدارس خصوصا لو كانت تشمل أي زيارات للصين ومراقبة صحة أطفالهم. سيتم أيضًا اتخاذ احتياطات أخرى لضمان سلامة الطلبة بعد التأكد من الإصابة الأولى في 23 شهر يناير. أصدرت MINDEF منذ ذلك الحين استشارتين طبيتين لموظفي الخدمة في وقت فائت من شهر يناير.
ألغى Scoot الطيران الي مدينة ووهان في الفترة بين 23 و 26 شهر يناير بسبب انتشار كورونا، بعد فرض الحظر.
أفيد في 24 شهر يناير أن العديد من المنازل الفندقية السياحية يجري تحويلها لمراكز للحجر الصحي الحكومي. وقد سبق تكرار ذلك في انتشار وتفشي فيروس سارس المميت، في عام 2003 ووباء أنفلونزا الخنازير 2009.
في 27 شهر يناير، أعلنت السلطات عن مجموعه من الاحتياطات. تنصح فيها السنغافوريين بتجنب السفر الي الصين.
تم توسيع نطاق اختبار درجات الحرارة في مطار شانغي ليشمل جميع الرحلات القادمة، مع مزيد من التدقيق على كل الرحلات القادمة من جمهورية الصين.
تم فرض إجازة لمدة 14 يوما على الطلبة والمدرسين والعمال الذين يعملون مع الفئات السكانية الضعيفة، مثل مرحلة ما قبل المدرسة والمسنين والرعاية الصحية، العائدين من جمهورية الصين.
بالإضافة الي الشاليهات التي سبق ذكرها، تم إعداد السكن الجامعي في جامعه سنغافورة الوطنية وجامعه نانيانغ التكنولوجية وجامعه سنغافورة للإدارة كمرافق للحجر الصحي أضافية. كما اتخذت الحكومة إجراءات صارمة ضد التصريحات والشائعات الكاذبة، مع تلقي موقع منتدى الأجهزة HardwareZone إشعارًا بالحماية من الإشعارات الكاذبة عبر الإنترنت وقانون التلاعب (POFMA) على بيان كاذب يزعم أن مريض قد مات بسبب كورونا. وتشمل الاحتياطات الأخرى قنوات الاتصال الموسعة، وتنظيف البروتوكولات وتطهير أماكن العمل بعد الحوادث.
في 28 شهر كانون الثاني، تم الإعلان عن إجراءات أكثر لزياده الحجر الصحي. اعتبارًا من 29 شهر يناير، لن يُسمح للزائرين الجدد الذين سافروا الي هوبى خلال الـ 14 يوما الماضية أو يحملون جوازات سفر صادرة في هوبى بالدخول أو المرور عبر سنغافورة وسيتم الحجر الصحي لأي مسافرين سابقين وصلوا من هوبى وموجودين بالفعل في سنغافورة والذين تم تقييم أنهم أكثر عرضة للخطر. سيتم أيضًا عزل المقيمين العائدين وحاملي تصاريح السفر الطويلة الاجل الذين لديهم سفريات سابقه كثيره في خوبي أو بجوازات سفر صينية صدرت في خوبي.
قالت وزارة الدفاع (MINDEF) ووزارة الشؤون الداخلية (MHA) في بيان للأعلام مشترك بينهم في 28 شهر يناير أن العاملين لديهم الذين قاموا بزيارة الصين سيتم اعطائهم أجازة أجبارية لمدة 14 يوم.

#### كوريا الجنوبية

خريطة انتشار كورونا في كوريا الجنوبية
(اعتبارًا من 26 شهر يناير):
تقارير حالات مؤكدة

يشتبه في حالات أبلغ عنها في كوريا الجنوبية في 8 كانون الثاني / يناير، والمرضي تم عزلهم في حجر صحي.
كانت هناك أربع حالات مشتبه فيها منذ ذلك الحين من ضمنهم ثلاث حالات مؤكدة وحالة غير مصابة.

#### سري لانكا
حتى 20 شهر يناير، أصدرت وزارة الصحة في سري لانكا تعليمات الي وحدة الحجر الصحي في منفذ جوي باندارانايكي الدولي لاختبار المسافرين بحثًا عن الأعراض. بالإضافة الي ذلك، حذرت الوزارة من أنه يجب على الأطفال الرضع والأمهات الحوامل والمسنين والأشخاص الذين يعانون من الأمراض المزمنة من بين أمور أخرى تجنب زيارة الأماكن المزدحمة متى أمكن ذلك.
في 27 شهر كانون الثاني / شهر يناير، تم تحديد سائح صيني يبلغ من العمر 43 عام كان قد أكمل جولة لمدة 10 أيام في سريلانكا مع فريقها كأول حاله مؤكدة لفيروس كورونا الجديد في البلاد. كانت قد وصلت من مقاطعة خوبي في جمهورية الصين.
في 27 شهر يناير، تم وضع 2 من ركاب الترانزيت - واحد من إندونيسيا وواحد من باكستان - في الحجر الصحي في كولومبو وفي 26 شهر يناير ظهرت عليهم أعراض كورونا بينما كانوا على متن طائرة قادمة من كوالالمبور. في 27 يناير، jl وضع 10أشخاص آخرين، من بينهم سبعة أجانب تحت الحجر الصحي في المعهد الوطني للأمراض المعدية. في اليوم نفسه، لاحظ الاتحاد الوطني للبحارة في سري لانكا أن 6 بحارة سريلانكيين على متن سفينة تبحر من جمهورية الصين الي جمهورية مصر كانوا يعانون من أعراض كورونا.
كان هناك حوالي 85 طالب سريلانكي في مقاطعة خوبي عادوا الي سري لانكا قبل إغلاق مدينة ووهان. أعلنت السفارة السريلانكية في بكين عن تواجد 32 سريلانكياً في خوبي اعتبارًا من 25 يناير.
في 26 يناير تقدمت السفارة السريلانكيه بطلب للحصول على إذن لنقل 32 طالب سريلانكي وأفراد أسرهم من مدينة ووهان.
أنشأت وزارة الصحة لجنة للعمل الوطني تضم 22 عضو لمنع انتشار كورونا في سريلانكا. نصحت الحكومة الناس في كولومبو بارتداء قناع الوجه كتدبير أمان. كما طلب الدكتور روان ويجاياموني، كبير المسؤولين المختصين من الاشخاص الذين يدخلون الأماكن العامة والفنادق والمطاعم في كولومبو من ارتداء أقنعة الوجه.

#### تايوان

خريطة انتشار كورونا في تايوان
(اعتبارًا من 26 شهر يناير):
حالات مؤكدة
حالات مشتبه بها

في 21 شهر كانون الثاني / شهر يناير، تأكدت الإصابة الأولى في تايوان لدى سيدة عمرها 50 عام عادت لتوها الي منفذ جوي تاويوان الدولي من وظيفتها التعليمية في مدينة ووهان. قدمت تقريراً بمبادرتها الخاصة وأدخلت المستشفي دون دخول محلي رسمي. اعتبارا من 28 شهر يناير، هناك ثماني اصابات مؤكدة. ومن بين الاصابات المؤكدة، رجل تايواني في الخمسينيات من عمره تم تغريمه 300000 دولار تايواني لعدم الإبلاغ عن أعراضه ومحاولة إخفاء أنشطته اللاحقة، مما أدى الي وقوع حادث تلوث محتمل في قاعة رقص في كاوشيونغ. تم تشخيص الإصابة المحلية الأولى في تايوان في 28 شهر يناير.

#### تايلاند

خريطة لانتشار المرض في تايلاند
(اعتبارًا من 26 شهر يناير):
إصابات مؤكدة
إصابات محتملة

في تايلاند، اختبار المسافرين القادمين من مدينة ووهان في أربعة منفذ جويات ؛ بدأ منفذ جوي سوفارنابومي ومنفذ جوي دون موينج الدولي ومنفذ جوي فوكيت الدولي ومنفذ جوي تشيانغ ماي الدولي في 3 شهر كانون الثاني / شهر يناير، وعُثر على عدد من الاصابات المشتبه فيها اصابات تنفسية شائعة أخرى.
في 13 شهر كانون الثاني (شهر يناير)، كانت تايلاند أول حاله لها، وهي أيضًا أول حاله خارج جمهورية الصين. كان الشخص المريض سيدة صينية عمرها 61 عام تقيم في مدينة ووهان. لم تكن قد زارت سوق هوانان للمأكولات البحرية، لكن لوحظ أنها كانت في اسواق أخرى. طورت التهاب الحلق، والحمى، والقشعريرة والصداع في 5 شهر كانون الثاني / شهر يناير، وسافرت مباشرة مع أسرتها ومجموعه سياحية من مدينة ووهان الي منفذ جوي سوفارنابومي في بانكوك في 8 شهر كانون الثاني / شهر يناير، حيث اكتُشفت باستخدام المراقبة الحرارية ثم نقلت الي المستشفى. بعد أربعة أيام، أثبتت أنها إيجابية.
الإصابة الثانية في تايلاند حدثت في سيدة عمرها 74 عام وصلت الي بانكوك في رحلة من مدينة ووهان في 17 شهر يناير. في 21 شهر كانون الثاني / شهر يناير، أبلغ مستشفى ناكورنبينج عن حاله مشتبه بها لمريض ذكر يبلغ من العمر 18 عام وصل الي شيانغ ماي من مدينة ووهان مصابًا بارتفاع في درجة الحرارة ؛ تم إرسال عينات دمه الي مستشفى King Chulalongkorn التذكاري في بانكوك لمزيد من التحليل.
في 22 شهر كانون الثاني / شهر يناير، أعلنت وزارة الصحة العامة التايلندية عن تقرير عن حالتين أخريين من اصابات الاصابه المؤكدة في تايلاند. والثالث رجل يبلغ من العمر 68 عاماً، وهو سائح صيني كما في الاصابات السابقه. الإصابة الرابعة كانت الإصابة الأولى للمواطن التايلاندي ؛ سيدة تايلندية عمرها 73 عام دخلت المستشفي في مستشفى Nakhon Pathom Hospital [خطأ: تحقق من وسيط ورمز اللغة] في محافظة ناخون باتوم، قادمة من مدينة ووهان.
تم التأكد من الإصابة الخامسة في 24 شهر يناير في سيدة صينية عمرها 33 عام قادمة من مدينة ووهان مع ابنتها البالغة من العمر 7 سنوات والتي لم تصاب بعدوى. أدخلت نفسها في مستشفى راجفيثي، بعد ثلاثة أيام من وصولها الي بانكوك في 21 شهر يناير.
في 25 شهر يناير، أبلغت حكومة مقاطعة هوا هين في مقاطعة براشواب خيري خان عن حاله لمصابة صينية عمرها 73 عام سافرت من مدينة ووهان منذ 19 شهر يناير، ثم دخلت مستشفى خاصًا في هوا هين في 23 شهر يناير. أظهر اختبار الدم الأول نتيجة إيجابية. ومع ذلك، فإن السلطات تنتظر نتيجة من مختبر آخر للتأكيد.
في 26 شهر يناير، ذكرت وزارة الصحة العامة التايلندية أنه تم التأكد من ثماني اصابات، من بينها واحدة من هوا هين. كلهم صينيون، باستثناء سيدة من ناخون باثوم. تم تأكيد أول خمسة مرضى بالفعل. هناك 39 حاله أخرى مشتبه بها تنتظر التأكيد.
تم التأكد من ست اصابات أخرى في 28 شهر يناير، منها 5 من نفس العائلة في مدينة ووهان وحاله أخرى من تشونغتشينغ. تبدأ تايلاند في اختبار جميع المسافرين من جمهورية الصين بأثر فوري.

#### الإمارات العربية المتحدة
في 23 شهر يناير، أعلن منفذ جوي أبوظبي الدولي ومنفذ جوي دبي الدولي أن المسافرين القادمين مباشرة من جمهورية الصين سيخضعون لدرجات الحرارة.
في 29 شهر يناير، تم التأكد من الإصابة الأولى في دولة الإمارات العربية المتحدة لحاله مواطن صيني جاء الي البلاد في إجازة مع أسرته من مدينة ووهان. وصلت العائلة جمهورية الصينية المكونة من أربعة أفراد، الأم، الأب، الفتاة البالغة من العمر تسع سنوات، والجدة، الي الإمارات في 16 شهر يناير / شهر كانون الثاني، ونقلت الجدة الي طبيب مريض بأعراض تشبه أعراض الأنفلونزا في 23 شهر يناير / شهر كانون الثاني، حيث اكتشف أن الأسرة كانت مريض بكورونا. أدى الإعلان الي بيع أقنعة الوجه في جميع أنحاء الإمارات العربية المتحدة.

#### فيتنام

خريطة لانتشار المرض في فيتنام
(اعتبارًا من 26 شهر يناير):
إصابات مؤكدة
إصابات محتملة

أمر رئيس وزراء فيتنام نجوين زوان فيك باتخاذ احتياطات لمنع ومكافحة انتشار المرض في فيتنام، وكذلك تحذير المواطنين الفيتناميين من زيارة المناطق الوبائية. نائب الوزير Đỗ Xuân Tuyên قال إن فيتنام تدرس إغلاق الحدود مع جمهورية الصين كعمل مضاد ضروري. أعلنت Saigon Tourist أنها ألغت جميع الجولات الي مدينة ووهان. في 24 شهر يناير، أمرت إدارة الطيران المدني في فيتنام بإلغاء جميع الطيران من مدينة ووهان.
تم إدخال أول حالتين مؤكدتين الي المستشفي في 22 شهر يناير في مستشفى تشو راي في مدينة هوشي منه. هؤلاء كانوا رجلًا صينيًا يسافر من مدينة ووهان الي هانوي لزيارة ابنه المقيم في فيتنام، والابن، الذي يُعتقد أنه مريض بالمرض من والده. بعد التأكد من مرضه، أمر وزير الصحة بالوكالة Vũ Đức Đam بتفعيل مركز الوقاية من وباء الطوارئ. في 29 شهر يناير، أعلن أن الابن قد تعافى من المرض.
في 23 شهر كانون الثاني / شهر يناير، تم وضع اثنين من الفيتناميين الذين عادوا مؤخراً من مدينة ووهان في الحجر الصحي في مستشفى في هانوي بعد ظهور الأعراض عليهم.

### أوروبا

#### فنلندا
في 28 يناير 2020، طُبق الحجر الصحي على حالة مشتبه بها، وهي مواطن صيني شاب من مدينة ووهان، في إيفالو بسبب ارتفاع درجة الحرارة. كان المشتبه به قد بدأ رحلته من مدينة ووهان عبر بكين قبل 5 أيام، وأصيب بمرض تنفسي لمدة يومين. في 29 يناير أُكِّد من أن امرأة من الجمهورية الصينية البالغة من العمر 32 عام لديها بالفعل فيروس كورونا الجديد.

#### فرنسا

خريطة لانتشار المرض في فرنسا
(اعتبارًا من 26 شهر يناير):
إصابات مؤكدة

تم الإبلاغ عن أول حاله مؤكدة في أوروبا في بوردو، مع حالتين أخريين في باريس، وكلهم في 24 شهر يناير، وجميع الأشخاص الذين عادوا مؤخرًا من جمهورية الصين. في باريس، أصيب رجل يبلغ من العمر 31 عام وشريكه البالغ من العمر 30 عام، وكلاهما من مدينة ووهان. وصلوا الي فرنسا في 18 شهر يناير. المريض الثالث الذي أُدخل المستشفي في بوردو هو فرنسي يبلغ من العمر 48 عام من جمهورية الصين، وصل الي الإقليم في 22 شهر يناير. احتجز علي الفور من قبل service d'aide médicale urgente [الإنجليزية]
، تم عزل المريض في المستشفي، وتعتبر حالته مطمئنة. تحاول السلطات تحديد ما إذا كان ربما يكون قد أصاب أشخاصاً من حوله.
تم التأكد من الإصابة الرابعة، وهي سائح صيني يبلغ من العمر 80 عام، في باريس في 29 شهر يناير. بالإضافة الي ذلك، خدعت سيدة من مدينة ووهان الفحوصات الصحية، وتم تعقبها لاحقًا. أعراضها تحت السيطرة.

#### ألمانيا
في 27 شهر يناير، أعلنت وزارة الصحة البافارية أن رجلاً من مقاطعة شتارنبرج في بافاريا قد أصيب بهذا المرض. وقضيته هي الأولى المعروفة لشخص مريض بكورونا خارج جمهورية الصين من شخص غير قريب (أول انتقال معروف للفيروس خارج جمهورية الصين يكون أبًا لابن في فيتنام).
في 28 شهر يناير، تم التأكد من ثلاث اصابات أخرى من فيروس كورونا. جميع المصابين الأربعة هم موظفون في نفس الشركة ؛ يتم مراقبتهم وعزلهم طبياً في عيادة ميونخ في شوابينج.

### أمريكا الشمالية

#### كندا

خريطة لانتشار المرض في كندا
(اعتبارًا من 26 شهر يناير):
حالات مؤكدة

طبقت وكالة خدمات الحدود الكندية (CBSA) لافتات في منفذ جويات تورونتو وفانكوفر ومونتريال لرفع مستوى الوعي بكورونا وأضفت سؤال الاختبار الصحي الي الأكشاك الإلكترونية للركاب القادمين من وسط جمهورية الصين ؛ ومع ذلك، لا توجد رحلات مباشرة من مدينة ووهان الي كندا. في 23 شهر يناير / شهر كانون الثاني، قالت وزيرة الصحة باتي هاجدو إن خمسة أو ستة أشخاص يخضعون للمراقبة بحثًا عن علامات فيروس كورونا، بما في ذلك شخص واحد على الأقل في كيبيك وآخر في فانكوفر.
في 25 شهر يناير، تم قبول أول حاله افتراضية في كندا في مركز صنيبروك للعلوم الصحية في تورنتو. اتصل المريض، وهو رجل في الخمسينيات من عمره وسافر بين مدينة ووهان وقوانغتشو قبل عودته الي تورونتو في 22 شهر يناير، بخدمات الطوارئ بعد ظهور الأعراض السريعة. تم افتراض الاصابه بعدوى المريض بعد عمل اختبار سريع في مختبر تورونتو للصحة العامة في أونتاريو. أثبتت الفحوصات النهائية التي أجريت في المختبر الوطني للميكروبيولوجي في وينيبيغ، مانيتوبا، في 27 شهر يناير. في نفس اليوم، أعلن كبير المسؤولين المختصين في وزارة الصحة في أونتاريو أن زوجة الرجل هي الإصابة الثانية المفترضة. تم التأكد من هذه الإصابة في اليوم التالي.
وفقًا لحكومة أونتاريو، كانت هناك 11 حاله قيد التحقيق اعتبارًا من 28 شهر يناير في الساعة 10:30 في النهار ET. انخفض عدد الاصابات التي لوحظت في كيبيك الي ثلاث اصابات. كما تم الإعلان عن أول حاله افتراضية في كولومبيا البريطانية في ذلك اليوم.

#### الولايات المتحدة الأمريكية

خريطة لانتشار المرض في الولايات المتحدة
(اعتبارًا من 26 شهر يناير):
إصابات مؤكده

في 21 شهر يناير، أعلنت مراكز السيطرة على الأمراض والوقاية منها (CDC) عن أول حاله مؤكدة في الولايات المتحدة، وهي رجل في الثلاثينيات من عمره في مقاطعة سنوهوميش، واشنطن. الرجل، الذي كان قد سافر من مدينة ووهان الي منفذ جوي سياتل تاكوما الدولي في 15 شهر كانون الثاني / شهر يناير، قدم تقريراً في 19 شهر كانون الثاني / شهر يناير الي مركز بروفيدنس الإقليمي المختص في إيفريت، واشنطن مصاباً بأعراض الالتهاب الرئوي. كما يجري رصد 43 شخصاً ممن كانوا على اتصال به. في 24 شهر يناير، تم التأكد من حاله ثانية لدى سيدة في الستينيات من عمرها في شيكاغو، إلينوي. في 25 شهر يناير / شهر كانون الثاني، تم التأكد من حاله ثالثة لدى مسافر من مدينة ووهان في مقاطعة أورانج، كاليفورنيا تم التأكد من الحالتين الرابعة والخامسة، وأيضًا من مدينة ووهان، في مقاطعة لوس أنجلوس، كاليفورنيا ومقاطعة ماريكوبا، أريزونا، على التوالي، في 26 شهر يناير. تم تحديد حاله ولاية أريزونا على أنها «عضو في مجتمع جامعه ولاية أريزونا ولا يعيش في سكن جامعي».
في 24 شهر كانون الثاني / شهر يناير، أكدت إدارة خدمات الصحة الحكومية بولاية تكساس أنه يجري التحقيق في أربع اصابات محتملة، بما في ذلك الطلبة في جامعه بيلور وجامعه تكساس إيه آند إم.
في 25 شهر يناير، كانت مراكز السيطرة على الأمراض والوقاية منها تحقق في ثلاث اصابات محتملة في جنوب شرق ميشيغان.
في 26 شهر يناير، أعلنت وزارة الصحة في فرجينيا أنها تحقق في ثلاث اصابات محتملة في فرجينيا، بما في ذلك حالتان في ولاية فرجينيا الوسطى وواحدة في ولاية فرجينيا الشمالية.
ما بين 60,000 و 65,000 شخص يسافرون من مدينة ووهان الي الولايات المتحدة جميع عام، وكان شهر يناير بمثابة ذروة. بدأ منفذ جوي سان فرانسيسكو الدولي، ومنفذ جوي لوس أنجلوس الدولي، ومنفذ جوي جون إف كينيدي الدولي في مدينة نيويورك، في اختبار المسافرين القادمين بحثًا عن الأعراض، قبل موسم العام جمهورية الصيني الجديد. مع زيادة عدد الاصابات، بدأ اختبار منفذ جوي أوهير الدولي في شيكاغو ومنفذ جوي هارتسفيلد جاكسون أتلانتا الدولي.
في 27 شهر كانون الثاني (شهر يناير)، ذكرت مراكز السيطرة على الأمراض والوقاية منها (CDC) أن 110 «أشخاص يخضعون للتحقيق» (PUIs) في جميع أنحاء البلاد مصابين بالحمى والأمراض التنفسية قد وضعوا تحت الملاحظة لتحديد ما إذا كانوا مصابين بكورونا الجديد جمهورية الصيني.
في 27 شهر يناير، تم اختبار أحد سكان ولاية ماريلاند لفيروس كورونا مدينة ووهان.
في 28 شهر يناير، أبلغ مستشفى لورانس التذكاري في لورانس، كانساس عن وجود حاله فيروس كورونا محتملة إذا استقبلوا مصابا سافر الي مدينة ووهان وله أعراض مرض تنفسي.

### أوقيانوسيا

#### أستراليا

خريطة لانتشار المرض في أستراليا
(اعتبارًا من 30 شهر يناير):
إصابات مؤكدة

تم الإعلان عن أول حاله مؤكدة في 25 شهر يناير، في رجل في الخمسينيات من عمره، كان قد سافر من قوانغتشو الي ملبورن في 19 شهر يناير عبر رحلة تشاينا ساذرن ايرلاينز CZ321. يتلقى العلاج في مركز موناش المختص في ملبورن. في 25 شهر كانون الثاني (شهر يناير)، تم الإعلان عن اختبار ثلاثة مرضى في نيو ساوث ويلز. في نفس اليوم، تم احتجاز ستة أشخاص في نيو ساوث ويلز تحت الملاحظة وتأكدوا من خضوعهم لفحوصات المستشفي بعد عودتهم مؤخرًا من مدينة ووهان. من بين ستة مرضى، يشتبه في أن اثنين من المصابين بكورونا محتملان. يحتمل أن يكون الأربعة الباقون مصابون بكورونا. في 27 شهر كانون الثاني / شهر يناير، أعلن كبير مسؤولي الصحة في نيو ساوث ويلز كيري شانت في مؤتمر صحفي أن مصابًا خامسًا أثبت أنه مريض بفيروس كورونا في نيو ساوث ويلز. يخضع المريض حاليًا للعلاج في مستشفى ويستميد في سيدني.
وقال كبير المسؤولين المختصين الأستراليين، بريندان ميرفي، إن مسؤولي الأمن البيولوجي سيبدأون في اختبار المسافرين الذين يصلون على متن الرحلات الأسبوعية الثلاث الي سيدني من مدينة ووهان ابتداءً من 23 شهر يناير. سيتم إعطاء المسافرين أيضًا كتيب معلومات وسيُطلب منهم تقديم ما إذا كانوا مصابين بالحمى أو يشتبه في احتمال إصابتهم بالمرض.

## الدول التي يشتبه في اصاباتها

### أفريقيا

#### إثيوبيا
في 28 شهر كانون الثاني (شهر يناير)، أفادت شركة FANA الإذاعية التابعة للدولة الإثيوبية، FBC، أن أربعة إثيوبيين يشتبه في إصابتهم بكورونا الجديد تم عزلهم. وصل الأربعة مؤخراً من جامعه في مدينة ووهان حيث هم طلاب.

#### ساحل العاج
وصلت سيدة عمرها 34 عام من الدولة الواقعة في غرب إفريقيا الي أبيدجان من بكين في 25 شهر يناير مصابة بأعراض تشبه أعراض الأنفلونزا ؛ تنتظر نتائج الاختبار.

#### كينيا
في 28 شهر يناير / شهر كانون الثاني، وصل طالب الي المنفذ جوي الدولي في نيروبي مصابًا بأعراض. تم عزله في مستشفى كينياتا الوطني، حيث يخضع لفحوصات.

#### السودان
يخضع اثنان من السودانيين الذين زاروا مدينة ووهان لفحوصات طبية في 29 شهر يناير.

### آسيا

#### الهند
أصدرت حكومة الهند نصيحة سفر لمواطنيها، وخاصة بالنسبة لوهان، حيث يدرس حوالي 500 من طلاب الطب الهندي. يخضع المسافرين القادمون من جمهورية الصين في سبعة منفذ جويات دولية رئيسية للاختبار الحراري.
في 24 شهر يناير، تم علاج حالتين مشتبه بهما في مومباي.
في 28 شهر يناير، تم الإبلاغ عن ثلاث اصابات أخرى مشتبه بها في نيودلهي وعزل المصابين.

#### إندونيسيا
في 28 شهر يناير، يشتبه في اصابه ثمانية أشخاص على الأقل بكورونا الجديد في مختلف المقاطعات، بما في ذلك أربعة أفراد في وسط جاوا، وواحد في جاوا الشرقية، واثنان في جاوا الغربية، وواحد في بابوا الغربية.
تم تركيب ما مجموعه 135 بوابة منفذ جويًا ورصيفًا للموانئ بواسطة ماسحات ضوئية حرارية من قبل وزارة الصحة. كما زودت 100 مستشفى بغرف عزل. لن ترسل إندونيسيا أي ممثلين الي China Masters 2020.

#### إسرائيل
في 26 شهر يناير، تم إدخال سيدة إسرائيلية عمرها 60 عام مصابة بأعراض تنفسية وحمى الي المستشفي بعد أربعة أيام من عودتها من جمهورية الصين. في نفس اليوم، تم إدخال رجل صيني يبلغ من العمر 32 عام يعمل في موقع بناء في سديروت الي المستشفي بأعراض مماثلة. وكان قد وصل الي إسرائيل قادما من جمهورية الصين في وقت فائت من شهر يناير.

#### كازاخستان
في 24 شهر كانون الثاني / شهر يناير، قام موظفو منفذ جوي ألماتي والألوية المختصة ألماتي بتمرين طبي. تم محاكاة الموقف الذي وصلت فيه طائرة من جمهورية الصين مع راكب مصاب. أيضا، كان تضليل ينتشر من خلال الرسل عن المصابين في ألماتي. تم دحضه من قبل وزير الرعاية الصحية.
اعتبارًا من 25 شهر يناير، كان 98 من الطلبة الكازاخستانيين في مدينة ووهان، ولكن لم يُعرف أنهم مصابون.
اعتبارًا من 28 شهر كانون الثاني (شهر يناير)، يوجد أكثر من 1300 مواطن قازاقي في جمهورية الصين، وأكثر من 600 منهم من السياح، ومعظمهم يزور هاينان. حكومة كازاخستان مستعدة لإجلاء 98 من الطلبة الكازاخستانيين في مدينة ووهان. كما تخطط كازاخستان لإيقاف القطارات مؤقتًا بين مدينتي أورومكي وكازاخستان.

#### منغوليا
فرضت وزارة الصحة في منغوليا الحجر الصحي على جميع الكليات والمدارس ورياض الأطفال حتى 3 مارس. شدد منفذ جوي تشينغجز خان الدولي والحدود مع جمهورية الصين الأمن، وعمل فحوصات طبية على المسافرين القادمين من جمهورية الصين وغيرها من الدول المصابة.
في 27 شهر يناير، أصيبت فتاة عمرها 14 عام في مقاطعة خينتي الريفية بمرض يشتبه في إصابته بالتهاب رئوي والتهاب الحنجرة، وتم نقلها الي المستشفي الإقليمي في الساعة 08:10 بالتوقيت المحلي، ولكن تم إعلان وفاتها في اليوم نفسه، في الساعة 16:50 بالتوقيت المحلي. أخذت السلطات الصحية منذ ذلك الحين عينة من الفتاة المتوفاة لتحليلها في المركز الوطني للأمراض السارية في أولانباتار.
ظهرت على اثنين من الطلبة المنغوليين العائدين من تايوان الي منفذ جوي تشينغجيس خان الدولي أعراض المرض قبل مغادرتهما الي أولانباتار من هونغ كونغ، وتم عزلهما في الحجر الصحي بعد هبوطهما في منغوليا، وهما في انتظار نتائج اختبار كورونا. ولم يظهر على المسافرين الـ 148 الباقين من نفس الرحلة أي أعراض للاصابه بكورونا.

#### باكستان
تم إدخال أربعة مواطنين صينيين الي مصحات ملتان ولاهور بعد ظهور أعراض كورونا بينهم مريض صيني يبلغ من العمر 23 عام ورجل صيني يبلغ من العمر 40 عام كان قد عاد الي باكستان من مدينة ووهان 10 أيام منذ. اعتبارًا من 27 شهر يناير، ارتفع العدد الإجمالي للاصابات المشتبه فيها الي 5.
بدأت حكومة باكستان في اختبار المسافرين في منفذ جويات إسلام أباد وكراتشي ولاهور وبيشاور لمنع دخول فيروس كورونا في البلاد. أعلنت الخطوط الجوية الباكستانية الدولية أيضًا عن عمل اختبار مسبق للركاب قبل ركوب الطائرة في رحلاتها بمنفذ جوي بكين.
في 27 شهر كانون الثاني (شهر يناير)، قررت حكومة جيلجيت بالتستان تأخير فتح المعبر الحدودي الباكستاني جمهورية الصيني عند ممر خونجيراب، المقرر عقده في فبراير.

#### الفلبين

خريطة لانتشار المرض في الفلبين
(اعتبارًا من 26 شهر يناير):
إصابات محتملة

اعتبارًا من 29 شهر يناير، لا توجد حاله مؤكدة للاصابه بفيروس كورونا الجديد في الفلبين. ومع ذلك، هناك 27 حاله مشتبه فيها، مع تأكيد أربع اصابات ولكن لا تزال تحت المراقبة، ونتائج اختبار تأكيدية معلقة لـ 23 حاله، بما في ذلك وفاة واحدة بسبب الالتهاب الرئوي. سبعة عشر المصابين الذين هم قيد التحقيق في مترو مانيلا (بما في ذلك وفيات واحدة)، واثنان في فيساياس الوسطى، وواحدة في جميع من MIMAROPA، فيساياس الوسطى، فيساياس الشرقية ودافاو المناطق. يتم تعيين الاصابات المشتبه بها من قبل وزارة الصحة على أنها «أشخاص قيد التحقيق» (PUIs)، الذين تم وصفهم بأن لديهم أعراض لفيروس كورونا والذين سافروا مؤخرًا الي مدينة ووهان. في 29 شهر يناير، توفيت إحدى الاصابات المشتبه فيها، وهي مواطن صيني يبلغ من العمر 29 عام من يونان محتجز في مستشفى سان لازارو في مانيلا بسبب التهاب رئوي. كان لدى المريض أيضًا مشكلات صحية أخرى مثل الفحوصات الإيجابية لفيروس نقص المناعة البشرية.
دعا روفي بيازون، عضو مجلس النواب من مونتينلوبا، هيئة الطيران المدني في الفلبين (CAAP) في 22 شهر يناير الي تعليق الطيران من مدينة ووهان الي الفلبين. تشغل Royal Air Charter Service رحلات مباشرة من مدينة ووهان الي كاليبو. يتم الآن أيضًا رفض منح تأشيرات الفلبين بموجب برنامج «التأشيرة عند الوصول» (VUA) للسائحين من مدينة ووهان. في 24 شهر يناير، قررت الحكومة الفلبينية ترحيل 135 فرداً من مدينة ووهان الذين وصلوا الي البلاد عبر منفذ جوي كاليبو الدولي.
ستنظم الحكومة الفلبينية رحلات جوية خاصة لإعادة الفلبينيين الي وطنهم في مقاطعة هوبى الذين يرغبون في العودة الي ديارهم. نصحت الحكومة سكان المقاطعة بالاتصال بالقنصلية الفلبينية في شانغهاى كجزء من عملية العودة. عند الوصول الي الفلبين، سيتعين على الأفراد العائدين الي الخضوع للحجر الصحي الإلزامي لمدة 14 يومًا. يوجد حوالي 150 فلبينيًا يعيشون في مدينة ووهان وحدها.
كما دفع انتشار المرض ممثل جوي ألباي جوي سالسيدا الي اقتراح تشريع من شأنه أن يشجميع مركزًا لمكافحة الأمراض والوقاية منها يتعامل مع إدارة الأمراض المعدية في البلاد.
لا توجد منشآت طبية في البلاد يمكنها التأكد من اصابات كورونا الجديد. يجري معهد الأبحاث للطب الاستوائي (RITM) في مونتينلوبا فحوصات اوليه على الاصابات المشتبه فيها لتحديد ما إذا كان مصابًا بفيروس كورونا ولكن لا يمكنه اكتشاف السلالة الجديدة على المصابين. تم إرسال عينات من الاصابات المشتبه في إصابتها بعدوى مؤكدة من كورونا الجديد الي الخارج الي المختبر المرجعي للأمراض المعدية الفيكتوري في أستراليا من اجل عمل فحوصات تأكيدية خاصة لسلالة كورونا الجديد. استجابةً لانتشار المرض بعد حدوث حاله مشتبه فيها، بدأت RITM في عملية الحصول على الاشعال والكواشف من اجل عمل فحوصات تأكيدية في البلاد. في 29 شهر يناير، تم إعلان أن RITM قد حصلت على مجموعات تأكيدية لتكون قادرة على اختبار الاصابات في البلاد. سيتم إنشاء مختبر للاختبار التأكيدي في غضون 48 ساعة.

### أوروبا

#### جمهورية التشيك
في 27 شهر يناير، تم إدخال حالتين مشتبه بهتين الي المستشفيات بعد عودتهما من جمهورية الصين. تم التأكد من أن تكون واحدة سلبية.

#### اليونان
تتم مراقبة واختبار مجموعة من السياح جمهورية الصينيين من مدينة ووهان بعد الهبوط في أثينا.

#### بولندا
أجرى منفذ جوي وارسو شوبان مسوحات خاصة للركاب القادمين من جمهورية الصين.
في 28 شهر يناير / شهر كانون الثاني، تم إدخال سيدة يشتبه في إصابتها بكورونا الي مستشفى في لودز.

#### رومانيا
ستقوم عدة مصحات في البلد بإيواء المصابين إذا كانوا مصابين بكورونا، اثنان منهم في بوخارست ومصحات أخرى في مدن أخرى، بما في ذلك إياشي وكلوج نابوكا وتيميشوارا وكونستانتسا. سيتم وضع الماسحات الحرارية في المنفذ جويات في البلاد. سيتم إعطاء الناس منشورات واستبيانات لإطلاعهم على كورونا الجديد. يعتقد المتخصصون أن احتمال وصول كورونا الي الإقليم لا يزال منخفضًا. تم إنشاء خطوط وصول خاصة للمسافرين القادمين من جمهورية الصين والمسافرين جمهورية الصينيين في المنفذ جويات الدولية.
في 21 شهر يناير، عادت فرقة مؤلفة من 50 موسيقيًا من أوركسترا سبع مدن الي بلادهم من جولة استغرقت 50 يوما في جمهورية الصين، وكان الحفل الافتتاحي في مدينة ووهان. تم نقل 18 منهم الي مقر Banatul Philharmonic في تيميشوارا، حيث يعملون، وتم إرسالهم الي منازلهم لمدة أسبوعين، في «نوع من الحجر الصحي». كان جميع الموسيقيين في مدينة ووهان فقط في 3 ديسمبر 2019، عندما لم يتم الإعلان عن أي فيروس. كما تم وضع موسيقيين آخرين من كونستانتسا وكلوج نابوكا وأراد في المنزل للحجر الصحي أيضا.
تم وضع مجموعة مكونة من 25 عضوًا من Mioveni العائدين من بكين تحت الإشراف لمدة 14 يومًا. في رسالة فيديو نشرت على Facebook، قال عمدة Mioveni «لا يوجد سبب للقلق» بشأن صحة أعضاء المجموعة.

#### تركيا
تم وضع مجموعة من أثني عشر شخص في الحجر الصحي في 27 شهر يناير بسبب تخوفات من فيروس كورونا الجديد.
أعلنت وزارة الصحة أن تركيا قد رتبت غرف الحجر الصحي ومراكز التفتيش والكاميرات الحرارية لاختبار المسافرين الصينيين في المطارات كاحتياطات إضافية، رغم أن منظمة الصحة العالمية لا تعتبرها ذات داعي ولكن تركيا تري العكس.

### أوقيانوسيا

#### فيجي
يوجد ستة مسافرين صينيين في الحجر الصحي في نادي كاجراء احترازي بعد فشلهم في الدخول الي ساموا بسبب متطلبات الحجر الصحي في ساموا.

### أمريكا الجنوبية

#### البرازيل
أعلن وزير الصحة في ولاية ساو باولو عن خطة استجابة ومراقبة للعدوى الجديدة المشتبه بها. وسيتم تدريب مصحات الإحالة الرئيسية على اكتشاف اصابات الاصابه بفيروس مدينة ووهان الجديد والإبلاغ عنها. يُنصح المحترفون بمراقبة الحمى والسعال وصعوبة التنفس المرتبطة بالأشخاص الذين سافروا الي مناطق انتشار المرض في جمهورية الصين. كما صدر أنه يجب عزل المصابين المشتبه بهم، والاستفادة من معدات الحماية الشخصية.
تم الإعلان عن حاله جديدة مشتبه بها في 28 شهر يناير، وهو يبلغ من العمر 22 عام وكان في مدينة ووهان وجاء الي بيلو هوريزونتي في 24 شهر يناير. رفعت وزارة الصحة حاله التأهب الي المستوى 2 من 3 في البلاد، قائلة إن البرازيل في «خطر وشيك». بحلول نهاية اليوم نفسه، أثيرت حالتان جديدتان مشتبه بهما، رجل يبلغ من العمر 40 عام في ساو ليوبولدو، وريو غراندي دو سول، ورجل آخر عمره 29 عام في كوريتيبا، بارانا.

#### كولومبيا
في 27 شهر يناير، تم الإبلاغ عن حاله مشتبه بها في كالي.

#### الإكوادور
في 26 شهر يناير / شهر كانون الثاني، تم عزل حاله مشتبه بها، تم عزل شخص يحمل الجنسية جمهورية الصينية، وكان قد استقل طائرة في هونغ كونغ ووصل الي كيتو في 21 شهر يناير. كما تمت مراقبة الأشخاص الذين اتصلوا بالمريض أثناء رحلته.

#### بيرو
في 27 شهر يناير، تم وضع مترجم من بيرو وثلاثة مواطنين صينيين كانوا في مدينة ووهان تحت العزلة بسبب الاحتياطات الوقائية.

## الوقاية في الدول الأخرى

### أفريقيا

#### مصر
حظرت البلاد جميع الرحلات السياحية من جمهورية الصين اعتبارا من 26 شهر يناير. أعلنت وزارة الصحة والسكان المصرية، ومنظمة الصحة العالمية في بيان مشترك، الجمعة ،14 فبراير 2020 تأكيد أول إصابة بفيروس كورونا المستجد، لافتين إلى أن المصاب راكب صيني قادم من الصين والسفارة الصينية عقِّبت على اكتشاف حالة لحامل فيروس كورونا بمصر... ـ بشكل شفاف ومنفتح ونشر الحساب الرسمي لمنظمة الصحة مؤكدا : استقرار الحالة الصحية لأول شخص حامل لفيروس كورونا بمصربالحجر الصحي..ثم تداول نشطاء على مواقع التواصل الاجتماعي فيس بوك يوم السبت 15 فبراير2020 ما يفيد بظهور أول حالة إصابة بفريس كورونا لرجل صيني ومن شدة ظرف المواطنين ظهر شخص صيني والناس يلتقطون معه الصور التذكارية كأنهم سيدخلون التاريخ من باب فيرس كورونا في نادرة استهزائية لا تجدها في أي دولة في العالم وهكذا كان حالهم 2010 عندما أثير موضوع رعب انفلونزا الخنازير وبدا التعامل بجدية من قبل الدولة المصرية فعلقت الحكومة الدراسة في المدارس والجامعات وبداية من يوم الجمعة 21 مارس 2020 صدر قرار بمنع الصلاة بالمساجد لمدة أسبوعين وإغلاق المحال التجارية من السابعة مساء

### آسيا

#### العراق
- أعلن مطار البصرة الدولي أن العراق أصدر أمراً أن المسافرين من أي جنسية يسافرون من الصين إلى العراق سيُمنعون من الدخول مع فحص المسافرين القادمين من دول شرق آسيا في المطارات بفرق طبية.[249]
- قررت خلية الأزمة منع التنقل بين المحافظات العراقية اعتبارا من 15 آذار حتى 25 آذار بأستثناء الحالات الطارئة والتبادل التجاري وتنقل الموظفين. وقررت كذلك فرض حظراً للتجوال في بغداد اعتباراً من مساء يوم 17 آذار ولغاية مساء يوم 24 آذار، وايقاف الداوم الرسمي في جميع الوزارات والمؤسسات الحكومية وغير الحكومية ويستثنى من ذلك الأجهزة الأمنية والخدمية والصحية ووسائل الاعلام والحركة التجارية طيلة فترة حظر التجول. وقد بلغ عدد الوفيات 14 ومجموع الاصابات 208 لغاية يوم 19 آذار 2020.

#### أرمينيا
ذكرت وزارة الصحة الأرمينية أنه سيتم اختبار المسافرين القادمين من الصين. وذكرت ان قيود الدخول لا تعتبر ضرورية. ولكن بعد المناقشات، فرضت مصلحة الدولة لسلامة الأغذية في أرمينيا حظراً على جميع المنتجات الحيوانية القادمة من جمهورية الصينية.

#### بنغلاديش
تم وضع إجراءات اختبار محسّنة في منفذ جوي شاه جلال الدولي في بنغلاديش.

#### بوتان
عززت وزارة الصحة في بوتان الاختبار عند نقاط الدخول في البلاد استجابةً لانتشار المرض. تم عمل مسح الحمى تحت الحمراء ومراقبة صحة الجهاز التنفسي في منفذ جوي بارو الدولي منذ 15 شهر يناير 2020. تم إخبار جميع المنشآت المختصة في البلاد بزيادة يقظتها للاصابات المحتملة لعام كورونا الجديد والتنسيق مع المركز الملكي لمكافحة الأمراض.

#### جورجيا
تم إلغاء جميع الطيران من جمهورية الصين مدينة ووهان الي منفذ جوي تبليسي الدولي حتى 27 شهر يناير. أعلنت وزارة الصحة أنه سيتم اختبار جميع المسافرين القادمين من جمهورية الصين.

#### ميانمار
ستتم إعادة ستين طالبًا من ميانمار من مناطق قريبة من مدينة ووهان كرد فعل على انتشار المرض.

#### كوريا الشمالية
كعمل وقائي ضد كورونا، يتعين على كوريا الشمالية حظر السياح الأجانب مؤقتًا الي أن تشعر الحكومة بأن كورونا تحت السيطرة.

### أوروبا

#### بلجيكا
يتم توفير تعليمات للتعرف على فيروس كورونا والتعامل معه لجميع المستشفيات والأطباء. ومن المخطط أن تبدأ رحلات الإجلاء للبلجيكيين في خوبي.

#### اليونان
أكد وزير الصحة فاسيليس كيكيلياس أن جميع بروتوكولات الحماية اللازمة موجودة بعد وصول مجموعه من السياح من مدينة ووهان الي منفذ جوي أثينا الدولي.

#### أيرلندا
نصحت وزارة الخارجية الأيرلندية المواطنين بتجنب مقاطعة هوبى بالكامل.

#### إيطاليا
تم وضع إجراءات الاختبار المطورة، بما في ذلك الكاميرات الحرارية والفريق المختص، في منفذ جوي ليوناردو دا فينشي فيوميتشينو ومنفذ جوي ميلان مالبينسا.

#### كوسوفو
قدم منفذ جوي بريشتينا الدولي والمعهد الوطني للصحة العامة احتياطات جديدة، بما في ذلك اختبار درجة الحرارة.

#### ليتوانيا
من 25 شهر يناير، يراقب اختصاصيو المركز الوطني للصحة العامة الوضع ويستشيرون المسافرين من والي جمهورية الصين في جميع المنفذ جويات الثلاثة في ليتوانيا. وفقًا لمسؤولي الصحة العامة، تم عمل تدريب طبي في منفذ جوي فيلنيوس في ديسمبر / شهر كانون الأول وهو مستعد للتعامل مع المسافرين المصابين واحتواء انتشار كورونا.

#### مالطا
اتخذت السلطات المحلية المالطية احتياطات ونصحت العاملين في القطاعين العام والخاص بالصحة بدعم اللوائح الصحية لعدم انتشار الأمراض. في 24 شهر يناير حذر مشرف الصحة العامة من اتخاذ احتياطات مناسبة لكنه لم ير أي خطر من وصول وانتشار الصينيين داخل البلاد آنذاك.

#### هولندا
لا تتخذ شركات الطيران ومنفذ جوي شيفول الدولي الرئيسي، اعتبارًا من 22 شهر يناير، احتياطات إضافية حتى الآن ضد انتشار كورونا، مما يشير الي نقص الطيران المباشرة من مدينة ووهان.

#### روسيا
نصحت هيئة صحة المستهلك الروسية Rospotrebnadzor السياح بالامتناع عن زيارة مدينة ووهان والابتعاد عن حدائق الحيوان جمهورية الصينية واسواق بيع الحيوانات والمأكولات البحرية. وقالت الوكالة أيضا أن تطوير لقاح ضد كورونا كان جاريا، اعتمادا على توصيات منظمة الصحة العالمية.
أغلقت مدينة بلاغوفيشتشينسك الروسية حدودها نظرا لأنها بالقرب من حدود جمهورية الصين. تم الغاء التبادل الثقافي والزيارات الرسمية للصين. دعا حكام منطقة آمور فاسيلي أورلوف، ومنطقة بينزا أوبلاست إيفان بيلوزيرتسيف، السكان الي التخلي عن رحلاتهم الي جمهورية الصين تمامًا. قيل لسكان المدن الكبرى تجنب الاتصال مع السياح من جمهورية الصين.

#### صربيا
قدم منفذ جوي بلغراد نيكولا تسلا احتياطات جديدة، بما في ذلك الكاميرات الحرارية.

#### المملكة المتحدة
شدد مطار لندن المعروف بـ هيثرو المراقبة على رحلات الطيران المباشرة التي يتلقاها من مدينة ووهان ؛ مع أستقبال جميع رحلات الصين بفرق صحية للفحص. بالإضافة الي ذلك، سيكون لدى جميع المطارات في المملكة المتحدة إرشادات مكتوبة (باللغة الإنجليزية والماندرين والكانتونية) متاحة للمسافرين لتجنب العدوي. تتعقب الحكومة البريطانية ما يصل الي ألفي شخص كانوا على متن رحلات جوية من مدينة ووهان. هناك خلاف حول ما إذا كان ينبغي للحكومة أن تساعد في إعادة حاملي جوازات السفر البريطانية الي أوطانهم من المناطق الأكثر تضرراً، أو تقييد السفر من المناطق المتأثرة كليًا.

### أوقيانوسيا

#### جزر مارشال
في 24 شهر كانون الثاني (شهر يناير)، أصدرت جمهورية جزر مارشال إشعارًا بالسفر يتطلب أن يقضي أي زائر الي البلاد 14 يوما على الأقل في بلد خالٍ من كورونا.

#### نيوزيلاندا
أعلن وزير الصحة ديفيد كلارك أن العاملين في مجال الصحة العامة سيبدأون لقاءات من جمهورية الصين في 27 شهر يناير للبحث عن علامات كورونا بين المسافرين القادمين. في 28 شهر يناير، وقفت وزارة الصحة في المركز الوطني لتنسيق الصحة (NHCC) استجابة لانتشار المرض. بالإضافة الي ذلك، تم إصدار أمر الأمراض المعدية والإشعارية ليصبح ساري المفعول اعتبارًا من 30 شهر يناير. بموجب قانون الصحة لعام 1956، سيتطلب ذلك من الممارسين الصحيين إبلاغ الوزارة بأي اصابات مشتبه فيها للفيروس.

#### بالاو
أصدر رئيس بالاو توماس ريمنجيسو جونيور أمرًا تنفيذيًا بتعليق جميع رحلات الطيران العارض من جمهورية الصين وماكاو وهونج كونج من 1 الي 29 فبراير.

#### بابوا غينيا الجديدة
تحظر حكومة بابوا غينيا الجديدة جميع المسافرين من «الدول الآسيوية» وتغلق حدودها مع إندونيسيا. يسري الطلب من 30 شهر يناير.

#### ساموا
نفذت حكومة ساموا احتياطات الحدود استجابة للفاشية. قبل الدخول الي البلد، يجب أن يكون الأشخاص قد أمضوا 14 يوما على الأقل في بلد خالٍ من كورونا، بالإضافة الي إكمال تصريح طبي. وضع اثنان من مواطني ساموا الذين توقفوا لفترة قصيرة في جمهورية الصين في الحجر الصحي لمدة أسبوعين في مستشفى مقاطعة فاليولو.

### أمريكا

#### بناما
عززت الحكومة البنمية من إجراءات الرقابة الصحية والاختبار في جميع موانئ الدخول، من اجل منع انتشار كورونا، وعزل واختبار الاصابات المحتملة.

#### أمريكا الشمالية
المقال الرئيسي: جائحة فايروس كورونا 2020 في أمريكا الشمالية
تم الإبلاغ عن الحالات الأولى في أمريكا الشمالية في الولايات المتحدة في يناير 2020. تم الإبلاغ عن الحالات في جميع دول أمريكا الشمالية بعد أن أكدت سانت كيتس ونيفيس حالة في 25 مارس ، وفي جميع أقاليم أمريكا الشمالية بعد تأكيد بونير حالة في 16 أبريل .[بحاجة لمصدر]
في 26 مارس 2020، أصبحت الولايات المتحدة الدولة التي لديها أكبر عدد من الإصابات المؤكدة لـ COVID-19، مع أكثر من 82000 حالة. في 11 أبريل 2020، أصبحت الولايات المتحدة الدولة التي لديها أعلى حصيلة رسمية للوفيات لـ COVID-19، مع أكثر من 20000 حالة وفاة.
هناك أكثر من 50000 حالة وفاة مع مليون حالة مؤكدة في الولايات المتحدة اعتبارًا من 27 أبريل 2020. وقد تعافى حوالي 120.000 شخص بالكامل. [بحاجة لمصدر

#### أوقيانوسيا
المقال الرئيسي: جائحة فيروس كورونا في أوقيانوسيا 2020
وقد تأكدت الحالات في أستراليا وجزيرة إيستر وفيجي وبولينيزيا الفرنسية وغوام وهاواي وكاليدونيا الجديدة ونيوزيلندا وجزر ماريانا الشمالية وبابوا غينيا الجديدة. أول حالة مؤكدة كانت في ملبورن ، فيكتوريا ، في 25 يناير / كانون الثاني. وتجنبت العديد من الدول الجزرية الصغيرة في المحيط الهادئ حتى الآن تفشي المرض بإغلاق حدودها الدولية. حتى 24 أبريل ، لم يتم الإبلاغ عن أي حالات في ساموا الأمريكية (إقليم الولايات المتحدة)، جزيرة كريسماس (الأراضي الخارجية لأستراليا) جزر كوكوس (كيلينغ) (الأراضي الخارجية لأستراليا)، جزر كوك (دولة منتسبة لنيوزيلندا)، وكيريباتي، وجزر مارشال، وولايات ميكرونيزيا الموحدة، وناورو، ونيوي(ولاية نيوزيلندا المرتبطة)، وجزيرة نورفولك(إقليم أستراليا الخارجي)، وبالاو، وجزر بيتكيرن(إقليم ما وراء البحار البريطاني)، ساموا، جزر سليمان، توكيلاو(إقليم نيوزيلندا)،تونغا، توفالو، وفانواتو، واليس وفوتونا (المجموعة الفرنسية فيما وراء البحار).

#### أمريكا الجنوبية
المقال الرئيسي: جائحة فيروس كورونا في أمريكا الجنوبية 2020
حتى 19 مارس ، تم تأكيد الحالات في جميع دول أمريكا الجنوبية: الأرجنتين والبرازيل وبوليفيا وشيلي وكولومبيا والإكوادور وغيانا وباراغواي وبيرو وسورينام وأوروغواي وفنزويلا ومنطقة ما وراء البحار الفرنسية في غيانا الفرنسية. وتم تأكيد الحالات في جميع أقاليم أمريكا الجنوبية ، حيث تم تأكيد الحالات في جزر فوكلاند في 3 نيسان / أبريل.
تم الإبلاغ عن الفيروس التاجي لأول مرة في أمريكا الجنوبية في 26 فبراير عندما أكدت البرازيل وجود حالة في ساو باولو. منذ ذلك الحين ، اتخذت الحكومات في جميع أنحاء المنطقة مجموعة من الإجراءات لحماية مواطنيها واحتواء انتشار COVID-19.

### أنتاركتيكا
المقال الرئيسي: وباء فايروس كورونا في القارة القطبية الجنوبية 2020.
القارة القطبية الجنوبية هي القارة الوحيدة التي لم يتم الوصول إليها بعد من خلال وباء الفيروس التاجي 2019-2020.